# Mark Fields

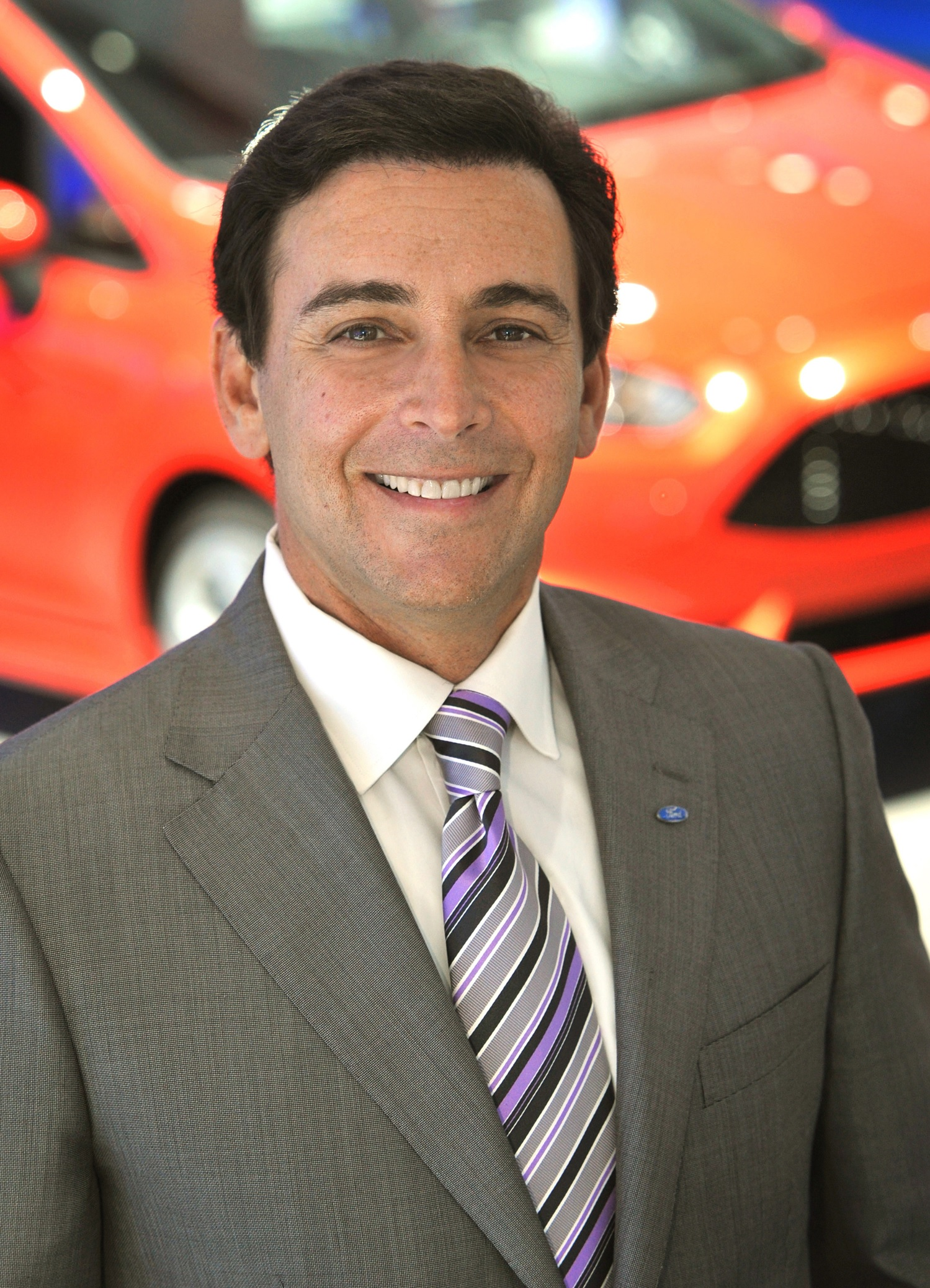
Mark Fields (2014)

Mark Fields (* 24. Januar 1961 in Brooklyn, New York) ist ein US-amerikanischer Manager. Er war von 2014 bis 2017 Präsident und CEO der Ford Motor Company; sein Nachfolger wurde James Hackett.
Mark Fields, der in Paramus aufwuchs, graduierte an der Rutgers University als Bachelor in Volkswirtschaft. Er erlangte ebenfalls den Abschluss als MBA in Harvard. Vor seinem MBA-Abschluss arbeitete er für eine Zeit bei IBM.
Im Jahr 1989 begann Fields seine Karriere bei Ford und war ab 1997 für den argentinischen Markt zuständig. 1999 wurde er als CEO bei Mazda eingesetzt, als die Marke zum Fordkonzern gehörte. Diesen Posten übte er bis 2002 aus. Von 2002 bis Oktober 2005 war er Vorsitzender der Premier Automotive Group, die Fords Luxussegment umfasst. Ab Oktober 2005 leitete er die Amerika-Division des Fordkonzerns. Im Jahr 2012 stieg er zum Chief Operating Officer des Konzerns auf, ehe er im Juli 2014 Alan Mulally als Präsident und CEO von Ford beerbte.
Fields ist verheiratet und hat zwei Söhne.